# هانا غلاس
هانا غلاس (مواليد 16 أبريل 1993) هي لاعبة كرة قدم سويدية تلعب في مركز الدفاع في نادي بايرن ميونخ.

## روابط خارجية
- هانا غلاس على موقع الاتحاد الدولي (مؤرشف)  (الإنجليزية)
- هانا غلاس على موقع الاتحاد الأوربي (الإنجليزية)
- هانا غلاس على موقع اتحاد السويد (السويدية)
- هانا غلاس على موقع قاعدة بيانات كرة القدم.إي يو (الإنجليزية)
- هانا غلاس على موقع Soccerway.com (الإنجليزية)
- هانا غلاس على موقع عالم كرة القدم.نت (الإنجليزية)
- هانا غلاس على موقع أوليمبيديا (الإنجليزية)
- هانا غلاس على موقع اللجنة الأولمبية السويدية (السويدية)